# Polia advenina
Polia advenina là một loài bướm đêm trong họ Noctuidae.